# Lingua nahuatl
Il nahuatl o messicano (nome nativo nāwatlahtōlli) è una lingua originaria della popolazione azteca, che si trova nell'attuale Messico, ed è chiamata anche uto-azteca.

## Distribuzione geografica
Conosciuto anche come lingua messicana, era l'idioma parlato dal popolo oggi identificato come nahua (Aztechi, Colhua, Tepanechi, Acolhua e Toltechi). Di recente, studiosi nei vari campi della ricerca sulla Mesoamerica hanno avanzato l'ipotesi che il nahuatl sarebbe stata una delle lingue parlate ai tempi della città di Teotihuacan.
Oggi il termine nahuatl è usato spesso in due diverse accezioni, che si stanno dimostrando via via più incompatibili: per indicare la lingua nahuatl classica di cui sopra (e che non è più parlata comunemente in nessun posto) e per indicare una moltitudine di dialetti correnti (alcuni dei quali riescono incomprensibili gli uni agli altri) che sono attualmente parlati da oltre 1,5 milione di persone in quello che è il Messico di oggi.

### Dialetti e lingue derivate
Tutti questi dialetti dimostrano l'influenza della lingua spagnola, alcuni più di altri, ma è importante notare che, in ognuno di questi, molti aspetti essenziali della natura della lingua classica sono andati perduti (esattamente come è successo con il latino classico nel suo evolversi nelle diverse lingue romanze).
Secondo lo standard ISO 639-5, il codice collettivo  individua un gruppo di lingue chiamate lingue nahuatl.
Secondo Ethnologue, le lingue nahuatl sono le seguenti:
- lingua nahuatl centrale (nhn)
- lingua nahuatl di Coatepec (naz)
- lingua nahuatl di Durango occidentale (azn)
- lingua nahuatl di Durango orientale (azd)
- lingua nahuatl di Guerrero (ngu)
- lingua nahuatl di Huaxcaleca (nhq)
- lingua nahuatl huaxteca centrale (nch)
- lingua nahuatl huaxteca occidentale (nhw)
- lingua nahuatl huaxteca orientale (nhe)
- lingua nahuatl dell'istmo-Cosoleacaque (nhk)
- lingua nahuatl dell'istmo-Mecayapan (nhx)
- lingua nahuatl dell'istmo-Pajapan (nhp)
- lingua nahuatl di Michoacán (ncl)
- lingua nahuatl di Morelos (nhm)
- lingua nahuatl di Oaxaca settentrionale (nhy)
- lingua nahuatl di Ometepec (nht)
- lingua nahuatl di Orizaba (nlv)
- lingua nahuatl di Puebla centrale (ncx)
- lingua nahuatl di Puebla settentrionale (ncj)
- lingua nahuatl di Puebla sudorientale (npl)
- lingua nahuatl di Santa María la Alta (nhz)
- lingua nahuatl di Sierra di Puebla (azz)
- lingua nahuatl della Sierra Negra (nsu)
- lingua nahuatl di Tabasco (nhc)
- lingua nahuatl di Temascaltepec (nhv)
- lingua nahuatl di Tetelcingo (nhg)
- lingua nahuatl di Tlamacazapa (nuz)
- lingua nahuatl di Zacatlán-Ahuacatlán-Tepetzintla (nhi)

## Classificazione
Secondo lo standard ISO 639-5, le lingue nahuatl sono un sottogruppo delle lingue uto-azteche.
Secondo Ethnologue, la classificazione delle lingue nahuatl è la seguente:
- Lingue uto-azteche
  - Lingue uto-azteche meridionali
    - Lingue corachol-azteche
      - Lingue nahua
        - Lingue nahuatl

## Testi in lingua nahuatl

### Lingua nahuatl classica (Nawatlahtolli tlen wahkapatl)
Padre Nostro:
Totahtzin,
in ilhuicatl timoyetztica,
ma yectenehualo in motocatzin;
ma hualauh in motlatocayotzin;
ma chihualo in tlalticpac
motlanequilitzin yuh in ilhuicac.
In totlaxcalmomoztla totechmonequi ma axcan;
xitechmomaquilli ihuan xitechmapopolhuilli in totlatlacol,
in yuh tiquintlapopolhuiah
in techtlatlacalhuiah ihuan
macamo xitechmotlalcahuilli;
inic amo ipan tihuetzque ipan teneyeyehcoltiliztli,
ma xi techmomaquixtilli in ihuicpa in amo cualli.
Ma yuh mochihua.
La Afflizione dei Mēxihcah e di Montezuma (versetti 1-14):
Oncan mitoa in quenin chocac Motecuhzomatzin, ihuan in chocaque mexica, in icuac oquimatque, ca cenca chicahuaque in Españoles.
Auh in Motecuzohma cenca tlatenma, motenma, momauhti, mizahui, quitlatenmachili in altepetl; ihuan in ye ixquich tlacatl, cenca momauhtique, nemauhtiloc, neizahuiloc, tlatenmachoc, netenmachoc,
nenonotlazlo, nececentlalilo, neohololo, nechoquililo, nechochoquililo, techoquililo, za tlaquechpilihui, za tlaquechhui, nechoquiztlapalolo, techoquiztlapalolo, teellacuahualo, neelacuahualo, tepetlalo, pepetlalo in pipiltzitzinti:
in tetahuan quitoa: –Hueh nopilhuantzitzine, quen huel amehuantin in huamopan mochiuh, in tlein ye mochihuaz,
auh intenanhuan quitoa: –Nonopilhuantzitzin, que zo huel amehuanti in anquimahuizozque in tlein ye topan mochihuaz.
Ihuan ilhuiloc, ixpantiloc, machtiloc, nonotzaloc, caquitiloc, iyollo itlan tlaliloc in Motecuzohma:
Ce cihuatl nican titlaca in quinohualhuicac, in hualnahuatlatotia: itoca Malintzi teticpan ichan, in ompa atenco, achto canaco.
Auh niman icuac peuh: in aocmo onnecxitlalilo, in za mocuitlacueptinemi in titlanti, in ipan ontlatoa in izquitlamantli, in izquican icac in intech monequiz.
Auh zan niman no icuac in quitemotihuitze Motecuhzoma: ¿quenami cuix telpochtli, cuix iyoloco oquichtli, cuix ye huehue, cuix ye tlachicalhuia, cuix ye huehue tlamati, cuix ye huehue tlacatl, cuix ye cuaiztac?
Auh quinnanquiliaya in teteo in Españoles: –Ca iyoloco oquictli, amo tomahuac, zan pitzactontli, zan pipitzactontli, zan cuilotic, cuilotcatontli.
Auh in yuh quicaquia in , Motecuzohma, in cenca temolo, in cenca matataco cenca ixco tlachiaznequi in teteo yuhquin patzmiquia iyolo, yolpatzmiquia, cholozquia, choloznequia, mocholtiznequia, mocholtizquia, motlatizquia, motlatiznequia, quinnetlatiliznequia, quinneinaliznequia in teteo.
Auh in quimoyolotica, quimoyolotiaya, quimopictica, quimopictiaya, quiyocoxca, quiyocoaya; ic moyolnonotzca, ic poyolnonotzaya itic: quimolhuica, itic quimolhuayaya cana oztoc calaquiz,
auh cenca intech moyolaliaya intech huel catca iyollo, intech tlacuauhtlamatia: cequintin quimomachiztiaya, in quitoaya.
Ca ommati in mictlan, ihuan tonatiuh ichan, ihuan tlalocan ihuan cincalco inic ompatiz in campa ye huel motlenequiliz.
I bambini cambiano i denti:
Inic cempoalli on caxtolli omome capítulo. Itechpa tlatoa in icuac huetzi intlan pipiltonti.
In icuac huetzi intlan pipiltotonti, in tenanhuan itlacoyocco contlaza in quimichin, anoce inpilhuan quimilhuia: "Itlacoyocco xictlali in quimichin." Yehica quil intlacamo yuh quichihuazque, amo huel ixhuaz in itlan piltontli, zan tlancotoctic yez.

### Variante della Lingua Nahuatl Classica (Wewehtlahtolli)
Il Sole e la Luna (versetti 32-37):
Ic ye noceppa quitoque in teteu: —¿Quen tinemizque? Amo olini in Tonatiuh. ¿Cuix tiquinnelotinemizque in macehualti: auh in hin ma toca mozcalti, ma timuchintin timiquican?
Niman ic yeh itequiuh in Ehécatl, ye quimiquita in teteu. Auh in yuh conitoa, Xólotl amo miquitlania.
Quimilhui in teteu: —Macamo nimiqui, teteuhé.
Ic cenca chocaya, huel ixpopozahuac ixcuatolpopozahuac. Auh in yeh itech onaci Miquiztli, zan teixpampa yehuac, cholo, toctitlan calactihuetz, ipan omixeuh ic mocueptihuetz in tochtli ome mani, maxaltic in quitocayotia millaca—xolotl.
Auh in uncan ittoc in toctitlan, ye noceppa teixpampa yehuac, ye no cuele metitlan calactihuetz, no ic onmocueptihuetz in metl ome mani in itoca mexolotl. Ye noceppa ittoc ye no cuele atlan calactihuetz axolotl mocuepato ye huel umpa canato inic conmictique.
Auh quitoa in manel muchintin teteu onmicque, zannel amo huel ic olim, amo huel ic otlatocac in teutl tonatiuh ic itequiuh onmochiuh Hécatl, moquetz in Hécatl, cenca molhui, totocac in ehecac, quin yehuatl huel colini, niman ye ic otlatoca.
Icnocuicatl – Il Canto Triste, canzone di Lila Downs:
Moztla,
queman nehuatl ninomiquiz,
ahmo queman ximocuezo.
Nican,
occepa nican ninohualaz
cualtzin huitzitzilin nimocuepas.
Zoatzin
queman ticonitas tonatiuh,
ica moyolo xionpaqui:
Ompa,
ompa niyetos huan totahtzin,
cualtzin tlahuili nimitzmacas,
cualtzin tlahuili nimitzmacas,
cualtzin tlahuili nimitzmacas.
Zoatzin
queman ticonitas tonatiuh,
ica moyolo xionpaqui:
Ompa,
ompa niyetos huan totahtzin,
cualtzin tlahuili nimitzmacas,
cualtzin tlahuili nimitzmacas,
cualtzin tlahuili nimitzmacas...
cualtzin tlahuili nimitzmacas....
okkkk

### Lingua nahuatl moderna (Nawatlahtolli tlen naman)
La Città che Ricordo (versetti 1-4):
Ompa nochan, momochko malakatetikpak, tlaka tekiti iuan siuame tlaxkaloa, tlakualchiua. Onkuan on yekos tlakatl ye mayana nochi tlakuali sa tekichia. Ijki in ika nemia nochantlaka.
Noka yaue tlaka tekitiske siuame noijki tlakoa ompa tiankisko kampa monamaka nakatl, yetl, tlaoli –nochi tlan monekis- kuauitl, tekoli, xochikuali: nochi in itech moneki siuame ipan kali. Yomokuepke siuame tiankistli kitlipantlalia tlakuali iuan uisi. Kisaka atsintli ika se tikaxalotin noso teposkaxtin iuan tla youala tenamik, tsikuini siuatontli kikoas neutli.
Iki in, temachtiani, niau nimitstlanonotsas inin tlatoli itech naltepeu iuan nonemilis.
Momochko Malakatetikpak, naltepeu, itokan Milpa Alta kaxtilankopa noso Asunción Milpa Alta iuan intsalan tetepeme Kuautisn iuan Teutli.
I Cinque Soli dal Codice Chimalpopoca (versetti 7-8):
Inik makuili tonatiu naui olin in itonal mitoa olintonatiu ipampa molini in otlatoka au in yu konitotiui in ueuetke, ipan inin mochiuas tlalolinis mayanalos inik tipoliuiske.
In ipan in matlakyei akatl kilmachyeipan in tlakat in axkan onmantiu tonatiu, ye ikuak tlaues ye ikuak tlatuik in axkan onmantiu olin tonatiu. naui olin in itonal, ik makuili inin tonatiu on mani ipan tlalolinis mayanalos.

### Vocabolari correlati
- Vocabulario manual de las lenguas castellana y mexicana
- Vocabulario trilingüe